# Martin Weber (sciatore)
Martin Weber (Pappenheim, 15 aprile 1954) è un ex saltatore con gli sci tedesco orientale.

## Biografia
Debuttò in campo internazionale in occasione della tappa del Torneo dei quattro trampolini di Oberstdorf del 30 dicembre 1975 (27°); nella competizione si classificò al terzo posto due volte, nel 1978 e nel 1980. Non prese parte alla prima stagione della Coppa del Mondo, che si disputò nell'ultima stagione della carriera agonistica di Weber, salvo che nelle gare valide anche ai fini del Torneo ottenendo una vittoria, a Bischofshofen il 6 gennaio 1980.
In carriera prese parte ad un'edizione dei Giochi olimpici invernali, Lake Placid 1980 (11° nel trampolino normale).

## Palmarès

### Coppa del Mondo
- Miglior piazzamento in classifica generale: 26º nel 1980
- 1 podio:
  - 1 vittoria

#### Coppa del Mondo - vittorie
| Data           | Località      | Nazione | Trampolino              |
| -------------- | ------------- | ------- | ----------------------- |
| 6 gennaio 1980 | Bischofshofen | Austria | Paul Ausserleitner K106 |

### Torneo dei quattro trampolini
- 2 podi di tappa:
  - 1 vittoria[2]
  - 1 secondo posto